# Confucian Ho Kwok Pui Chun College
Confucian Ho Kwok Pui Chun College is een confucianistische middelbare school in de 17e buurt van Fu Shin Estate, Tai Po District, Hongkong. De school ligt vlak bij de Duitse protestantse zendelingenschool Kau Yan Shu Yuen/救恩書院 en Sin Mei Lau/善美樓.
De school is in 1963 gesticht met de naam Confucian Tai Shing College/孔教學院大成中學. In 1991 moest de school van het ministerie van onderwijs verhuizen van Wong Tai Sin naar Tai Po. De echtgenoot van Ho-Kwok Pui-Chan was de persoon die het meeste geld doneerde voor de verhuizing van de school. Ho-Kwok Pui-Chan was kort ervoor gestorven. Ter herinnering van deze vrouw, werd de naam van de school veranderd in de huidige naam.
De Confucian Ho Kwok Pui Chun College is de enige middelbare school van de Hongkongse scholenstichting Confucianistisch onderwijs/孔教學院. Het kantoor van de stichting is in deze school gevestigd. Tong Yan-Kwai/湯恩佳 is het hoofd van het beheren van deze middelbare school. De huidige schooldirectrice heet Wong-Leung Chau-Wan/黃梁秋雲. Zij maakt ook deel uit van de zanggroep van de school.

## Bekende oud-leerlingen
- Leila Tong Ling
- Andy Hui Chi-On
- Kwan Wing-Yip